# Ніжинська міська рада
Ні́жинська міська́ ра́да — орган місцевого самоврядування Ніжинської територіальної громади в Чернігівській області.
Ніжинська територіальна громада утворена 19.11.2018 року.

## Загальні відомості
- Територія громади: 110,6 км²
- Населення громади: 67 709 осіб (станом на 1 січня 2021 року)
- Територією громади протікає річка Остер.

Ніжинська громада розташована за 83 кілометри від обласного центру м. Чернігова та за 150 км від столиці України м. Києва. Територія громади — 110,6 км². Висота над рівнем моря — 118 м. Клімат — помірно-континентальний з достатньою кількістю опадів, теплим літом і порівняно м'якою зимою. Водні ресурси — р. Остер та каскад ставків. Наявні корисні копалини такі як пісок (піщані ґрунти), глина.
25 листопада 2023 року у місті Ніжин було відкрито перший в Україні меморіальний комплекс “Героям захисникам України”. Метою меморіального комплексу є вшанування полеглих українських бійців під час російсько-української війни. У центрі комплексу розміщена скульптура Олександра Мацієвського. Ініціатива побудови меморіалу належала Українському інституту майбутнього. 

## Населені пункти, які входять до Ніжинської територіальної громади
Міській раді підпорядковані населені пункти:
- м. Ніжин
- с. Кунашівка, площа 1,5 км2, населення 368 осіб, староста Пелехай Любов Миколаївна
- с. Переяслівка, площа 2,2 км2, населення 235 осіб, староста Пелехай Любов Миколаївна
- с. Паливода, площа 0,53 км2, населення 91 особа, староста Пелехай Любов Миколаївна
- с. Наумівське, площа 0,031 км2, населення 32 особи, староста Пелехай Любов Миколаївна

## Склад ради
Рада складається з 38 депутатів та голови.
- Голова ради: Кодола Олександр Михайлович
- Секретар ради: Хоменко Юрій Юрійович

### Керівний склад попередніх скликань
| ПІБ                          | Основні відомості                                                       | Дата обрання | Дата припинення повноважень |
| ---------------------------- | ----------------------------------------------------------------------- | ------------ | --------------------------- |
| Приходько Михайло Васильович | Міський голова, 1958 року народження, освіта вища, член Народної партії | 26.03.2006   | 31.10.2010                  |
| Приходько Михайло Васильович | Міський голова, 1958 року народження, освіта вища, безпартійний         | 31.10.2010   | 22.03.2013                  |
| Лінник Анатолій Валерійович  | Міський голова, 1968 року народження, освіта вища                       | 25.05.2014   | 25.10.2020                  |
| Кодола Олександр Михайлович  | Міський голова, 1982 року народження, освіта вища, За Майбутнє          | 25.10.2020   |                             |

Примітка: таблиця складена за даними джерела

### Депутати
За результатами місцевих виборів 2020 року депутатами ради стали:

#### За суб'єктами висування
| Суб'єкт висування                                         | Кількість обраних депутатів | %     |
| --------------------------------------------------------- | --------------------------- | ----- |
| Політична партія «За майбутнє»                            | 7                           | 18,42 |
| Політична партія «Опозиційна платформа — За життя»        | 5                           | 13,16 |
| Політична партія «Рідний дім»                             | 4                           | 10,53 |
| Політична партія «Слуга народу»                           | 4                           | 10,53 |
| Політична партія «Європейська солідарність»               | 3                           | 7,89  |
| Політична партія «Об'єднання „Самопоміч“»                 | 3                           | 7,89  |
| Політична партія «Радикальна Партія Олега Ляшка»          | 3                           | 7,89  |
| Політична партія «Наш край»                               | 3                           | 7,89  |
| Політична партія «Всеукраїнське об'єднання „Батьківщина“» | 3                           | 7,89  |